# Tomasz Szajer
Tomasz Szajer (ur. 10 grudnia 1860 w Kraczkowej, zm. 16 sierpnia 1914 w Słocinie) – polski chłop, działacz i polityk ludowy, poseł na Sejm Krajowy Galicji i do austriackiej Rady Państwa.

## Życiorys
Ukończył szkołę ludową w Kraczkowej, zaczął naukę w gimnazjum. Powołany do armii austro-węgierskiej służył jako podoficer "przy ułanach" do 1883. Następnie osiadł na czterdziestomorgowym gospodarstwie otrzymanym w posagu żony w Słocinie pod Rzeszowem. Dokonał w nim melioracji gruntów i wprowadził nowoczesne metody gospodarowania. Od 1883 był wójtem a od 1885 członkiem rady gminnej Słociny. Od początku lat 90. XIX wieku zaczął działać politycznie. Związał się z powstającym ruchem ludowym, był korespondentem "Przyjaciela Ludu" a następnie "Wieńca" i "Pszczółki. W 1894 kandydował bez rezultatu w wyborach uzupełniających do Sejmu Krajowego. Uczestnik zjazdu założycielskiego Stronnictwa Ludowego w Rzeszowie (1895). Był następnie członkiem Wydziału Wykonawczego SL (1895-1897). Znowu bezskutecznie ubiegał się o mandat do Sejmu Krajowego w 1895 - przegrał wówczas z ziemianinem Adamem Jędrzejowiczem. Zwolennik kierunku chrześcijańsko-społecznego i współpracownik ks. Stanisława Stojałowskiego, wraz z nim przeszedł w styczniu 1896 do utworzonego wówczas Stronnictwa Chrześcijańsko-Ludowego, gdzie był członkiem Rady Naczelnej (1897-1906). Był także w latach 1902-1908 członkiem Rady Powiatowej w Rzeszowie.
Był posłem do Rady Państwa IX kadencji (6 kwietnia 1897 - 7 września 1900), X kadencji (31 stycznia 1901 - 30 stycznia 1907) wybieranym w kurii IV (gmin wiejskich) w okręgu wyborczym nr 8 (Rzeszów-Tyczyn-Głogów-Strzyżów-Kolbuszowa-Sokołów). Po zmianie prawa wyborczego był posłem XI kadencji (17 czerwca 1907 - 30 marca 1911) wybranym z dwu-mandatowego galicyjskiego okręgu nr 45 (Kolbuszowa-Rzeszów-Głogów). Z ramienia Izby Posłów był zastępcą członka delegacji dla spraw wspólnych na 44. sesji Rady Państwa (12 października - 18 listopada 1910). Miał opinię sprawnego i niestroniącego od demagogii agitatora. Kandydując w marcu 1897 do Rady Państwa prowadził tak ostrą kampanię wyborczą, że spowodowało interwencję namiestnika Kazimierza Badeniego i jego uwięzienie w Rzeszowie. Tak go opisał dziennikarz „Dziennika Krakowskiego” w 1897 roku: Tomasz Szajer jest postacią pod względem fizycznym imponującą. Wcale nie wygląda jak „chory na piersi“. Wysoki, okazale zbudowany, twarz ma dużą, prawdziwie sarmacką. Wygląda, jak Sobieski na posągach. Charakteru mu dodaje czarna czamara, którą lubi nosić podczas publicznych występów. Po interpelacji Ignacego Daszyńskiego w czasie pierwszej sesji Izby Posłów został uwolniony i objął mandat. W parlamencie nie wyróżniał się aktywnością. Należał do klubów Polskiego Stronnictwa Chrześcijańsko-Ludowego (1897-1904) którego był wiceprzewodniczącym a następnie Polskiego Centrum Ludowego (1904-1911). W latach 1901–1911 był także członkiem Koła Polskiego w Wiedniu. Był także posłem na Sejm Krajowy Galicji VIII kadencji (28 grudnia 1901 - 12 października 1907),  wybrany z IV kurii (gmin wiejskich) w okręgu nr 57 Rzeszów.
Po śmierci Stojałowskiego, w 1911 próbował przejść do Polskiego Stronnictwa Ludowego, ale nie został przyjęty.
Został pochowany na cmentarzu.w Słocinie. W Słocinie (obecnie dzielnica Rzeszowa) nazwano jedną z ulic imieniem S-a i jego córki Heleny.

## Rodzina
Urodził się w rodzinie chłopskiej, jako syn wójta Kraczkowej Jakuba i Katarzyny z domu Nazimek. Był najmłodszym dzieckiem spośród dziesięciorga rodzeństwa. Jego bratankiem był poseł na Sejm z ramienia BBWR Michał Szajer (1886-1963). Ożenił się w 1883 z Katarzyną z Borowców (1865-1926). Mieli trzy córki: Michalinę (1885-1967), zamężną Kraus, Helenę (1887-1955), nauczycielkę i działaczkę społeczną, oraz Adelę (1889-1951), zamężną Kupkowską, nauczycielkę.